# XPath
XPath är ett språk för att adressera delar av eller mönster i ett XML-dokument. XPath används som en del av XPointer för att lokalisera olika objekt (element, attribut, innehåll) inuti ett dokument som man vill söka, hämta eller bearbeta på något sätt. XPath används även som en del i XSLT.